# Gmina Karposz
Gmina Karposz (mac. Општина Карпош) – gmina tworząca jednostkę administracyjną Wielkie Skopje, będąca częścią skopijskiego regionu statystycznego (скопски регион).

## Demografia
Według spisu z 2002 roku gminę zamieszkiwało 59 666 osób. Pod względem narodowości większość mieszkańców stanowią Macedończycy (88,52%), a wśród mniejszości narodowych największą grupę tworzą Serbowie (3,67%), pozostali zaś (7,81%).
W skład gminy wchodzi:
- 16 osiedli: Bardowci, Dołno Nerezi, Gorno Nerezi, Karposz 1, Karposz 2, Karposz 3, Karposz 4, Kozle, Sredno Nerezi, Taftalidże 1, Taftalidże 2, Trnodoł, Włae 1, Włae 2, Złokućani, Żdanec.